# Francis Bashforth
Francis Bashforth (* 8. Januar 1819 in Thurnscoe, Yorkshire; † 12. Februar 1912 in Woodhall Spa, Lincolnshire) war ein britischer Ballistiker und Mathematiker.

## Leben
Bashforth studierte an der Universität Cambridge, wo er 1843 in den Tripos-Prüfungen Second Wrangler wurde (zweitbester) und daraufhin Fellow des St. John’s College der Universität Cambridge. Danach nahm er die Weihen der anglikanischen Kirche und war 1857 bis 1892 Rektor der Schule von Minting in Lincolnshire.
Zwischen 1864 und 1880 unternahm er systematisch ballistische Experimente, mit denen er insbesondere den Luftwiderstand von Geschossen untersuchte, und erfand dazu einen Chronographen zur Geschwindigkeitsmessung der Geschosse. Für seine Experimente, die wesentlich für die Erstellung von Schusstafeln und Reichweitenberechnungen von Geschossen waren, erhielt er auch finanzielle Unterstützung der britischen Regierung in Höhe von 2000 Pfund. Zeitweise war er auch Mathematik-Professor an der Royal Military Academy in Woolwich.
Neben Ballistik beschäftigte er sich auch mit der Theorie der Form von Flüssigkeitstropfen unter Oberflächenspannung und Brückenbau.
Das Adams-Bashforth-Verfahren ist nach ihm und John Couch Adams benannt (siehe Mehrschrittverfahren). Er wandte dieses auf die Berechnung der Form von Flüssigkeitstropfen 1883 an.

## Schriften
- Description of a Chronograph, adapted for measuring the varying velocity of a body in motion through the air, and for other purposes. Bell and Daldy u. a., London u. a. 1866 (archive.org).
- A mathematical treatise on the motion of Projectiles, founded chiefly on the results of experiments made with the author’s chronograph. Asher & Co., London u. a. 1873 (archive.org).
- A revised account of the experiments made with the Bashforth Chronograph, to find the resistance of the air to the motion of projectiles, with the application of the results to the calculation of trajectories according to J. Bernoulli’s method. Cambridge University Press, Cambridge 1890 (archive.org).
- A Historical Sketch of the Experimental Determination of the Resistance of the Air to the Motion of Projectiles. Cambridge University Press, Cambridge 1903 (archive.org).
- Ballistic experiments from 1864 to 1880. Cambridge University Press, Cambridge 1907 (archive.org).